# Darmota
Darmota (Sideroxylon), česky též železovec, je rod dvouděložných rostlin z čeledi zapotovité (Sapotaceae), zahrnující asi 70 druhů. Rod je rozšířen především v subtropech, ale také v Africe, na Madagaskaru, a Maskarénách a několik druhů i v Severní Americe. Některé dlouhověké exempláře druhu Sideroxylon inerme, rostoucí na historicky významných místech, byly v Jihoafrické republice prohlášeny za národní památku.
Některé druhy se staly vzácnými v důsledku těžby dřeva a další formy ničení biotopů. Bylo předpokládáno, že mauricijský druh Sideroxylon grandiflorum, (syn. Calvaria major) byl ovlivněn vymřením ptáka dronte mauricijského. Tito ptáci stratifikovali a rozptylovali jeho semena, takže bylo předpokládáno, že druh Sideroxylon grandiflorum na nich zcela závisel. Tento předpoklad o závislosti rostlin druhu Sideroxylon grandiflorum se stal rozšířeným omylem a ekologickou poučkou, používanou i jako potvrzení darwinistických pravd, nebyla však nikdy potvrzena a je zdá se spolehlivě vyvrácena.
Rostliny jsou potravou housenek motýlů, jako např. Urodus parvula.

## Použití
V ČR se pěstuje otužilá darmota kustovnicovitá (Sideroxylon lycioides) . Roste dobře v propustných, živných půdách s vyšším obsahem humusu a vyžaduje zimní přikrývku. Po namrznutí bujně obrůstá. Má jen sbírkový význam.

## Synonyma
- Apterygia, Auzuba, Bumelia, Calvaria, Cryptogyne, Decateles, Dipholis, Lyciodes, Mastichodendron, Monotheca, Reptonia, Robertia, Sclerocladus, Sclerozus, Sideroxylon, Sinosideroxylon, Spiniluma, Spondogona, Tatina.